# Søndre (parochie)
Søndre is een parochie van de Deense Volkskerk in de Deense gemeente Viborg. De parochie in de stad Viborg, maakt deel uit van het bisdom Viborg en telt 5711 kerkleden op een bevolking van 6563 (2004). 
De parochiekerk, de Sortebrødre Kirke ("zwartbroederskerk") is het restant van een klooster van de Dominicanen uit het begin van de 13e eeuw. Historisch werd de parochie vermeld onder Nørlyng Herred.